# Čerňovice
Čerňovice är en ort i Tjeckien.   Den ligger i regionen Plzeň, i den västra delen av landet, 100 km väster om huvudstaden Prag. Čerňovice ligger 403 meter över havet och antalet invånare är 105.
Terrängen runt Čerňovice är huvudsakligen lite kuperad. Čerňovice ligger nere i en dal. Runt Čerňovice är det ganska tätbefolkat, med 75 invånare per kvadratkilometer. Närmaste större samhälle är Stříbro, 9,9 km sydväst om Čerňovice. I omgivningarna runt Čerňovice växer i huvudsak blandskog.